# Station Duncraig
Station Duncraig (Engels: Duncraig railway station) is het spoorwegstation van de Schotse plaats Duncraig. Het station ligt aan de Kyle of Lochalsh Line.